# Hermosa Beach
Hermosa Beach est une ville du comté de Los Angeles, dans l'État de Californie aux États-Unis. Située en bord de mer dans la région de South Bay du Grand Los Angeles, elle est connue pour sa grande plage.

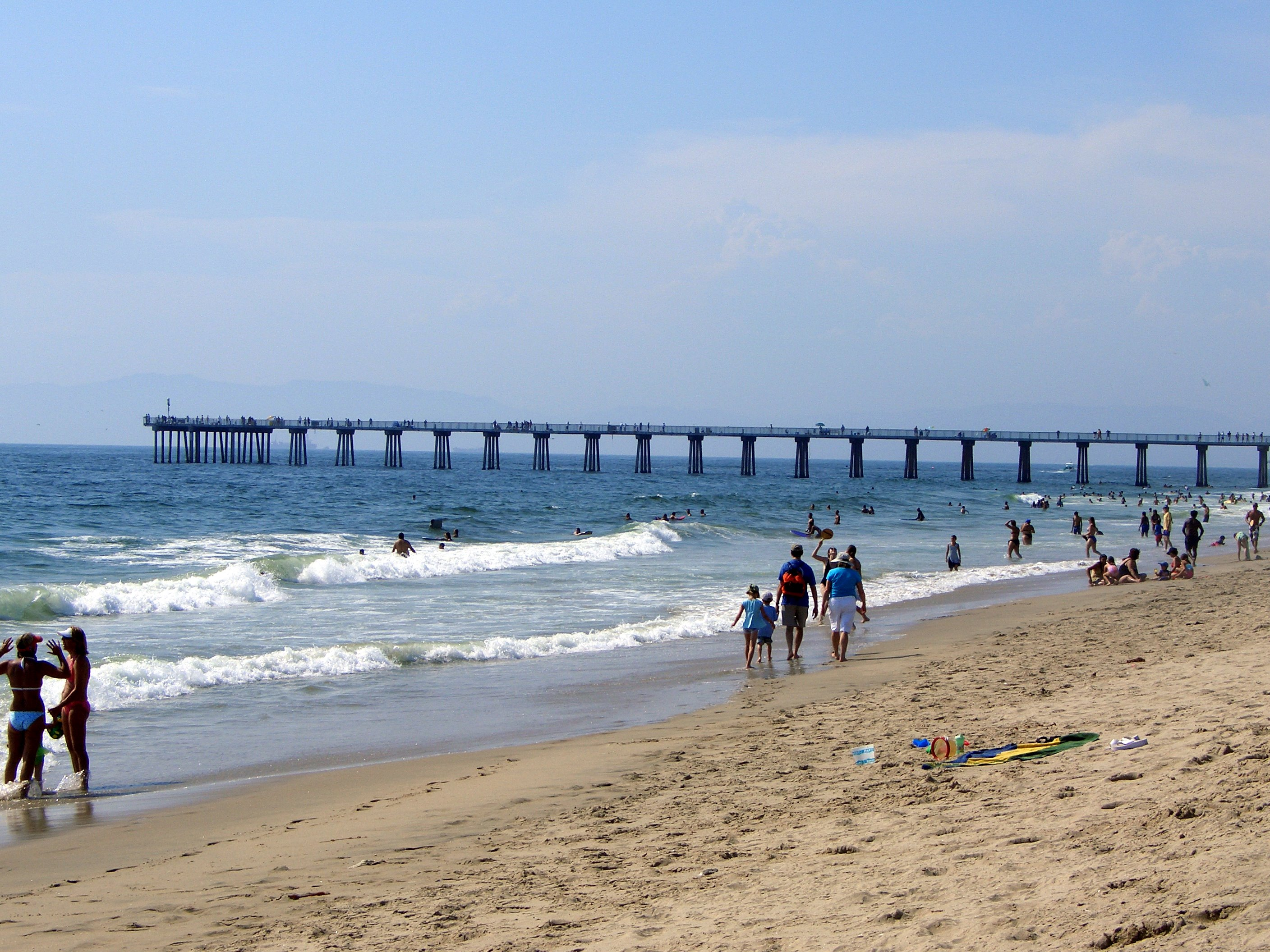
Jetée de Hermosa Beach un jour d'été

## Démographie
| Groupe            | Hermosa Beach | Californie | États-Unis |
| ----------------- | ------------- | ---------- | ---------- |
| Blancs            | 86,8          | 57,6       | 72,4       |
| Asiatiques        | 5,7           | 13,1       | 4,8        |
| Métis             | 4,2           | 4,9        | 2,9        |
| Autres            | 1,7           | 17,0       | 6,2        |
| Afro-Américains   | 1,2           | 6,2        | 12,6       |
| Amérindiens       | 0,3           | 1,0        | 0,9        |
| Océaniens         | 0,2           | 0,4        | 0,2        |
| Total             | 100           | 100        | 100        |
|                   |               |            |            |
| Latino-Américains | 8,4           | 37,6       | 16,7       |

Selon l'American Community Survey, en 2010, 90,46 % de la population âgée de plus de 5 ans déclare parler l'anglais à la maison, 4,48 % déclare parler l'espagnol, 0,70 % l'allemand, 0,59 % une langue chinoise et 3,76 % une autre langue.
| 1910 | 1920  | 1930  | 1940  | 1950   | 1960   |
| ---- | ----- | ----- | ----- | ------ | ------ |
| 679  | 2 327 | 4 796 | 7 197 | 11 826 | 16 115 |

| 1970   | 1980   | 1990   | 2000   | 2010   | - |
| ------ | ------ | ------ | ------ | ------ | - |
| 17 412 | 18 070 | 18 219 | 18 566 | 19 506 | - |